# Iris – Die Wahrheit
Iris – Die Wahrheit ist eine schwedisch-deutsche Krimi-Fernsehserie mit 6 Folgen von der Drehbuchautorin Camilla Ahlgren. In der Hauptrolle ist Sofia Helin zu sehen.
Die Erstausstrahlung fand am 25. Dezember 2023 auf dem schwedischen Streaminganbieter TV4 Play statt.

## Handlung
Die Stockholmer Polizistin Iris Broman wagt nach einem schweren Schicksalsschlag in der südschwedischen Stadt Ystad einen beruflichen und privaten Neuanfang. Sie übernimmt bei der Kriminalpolizei von Malmö die Leitung der Abteilung für ungeklärte Fälle. Vorübergehend wohnt sie allein im Haus ihrer Halbschwester Kattis, die sich gemeinsam mit ihrem Mann und den zwei Kindern in Paris aufhält. 
Ihr erster Fall mit ihrem neuen Kollegen Jens ist ein rätselhafter Leichenfund in einem Wald. Schüler haben dort ein Skelett entdeckt. Die Ermittlungen führen möglicherweise zu den Spuren des Teenagers Benjamin, der vor 20 Jahren spurlos verschwunden ist. Gleichzeitig macht Iris der gewaltsame Tod ihres Lebensgefährten immer noch schwer zu schaffen.

## Episodenliste
| Nr. | Deutscher Titel | Originaltitel | Erstausstrahlung SWE | Deutschsprachige Erstausstrahlung (D) | Zuschauer | Marktanteil |
| --- | --------------- | ------------- | -------------------- | ------------------------------------- | --------- | ----------- |
| 1 | Der Fund        | Benjamin      | 25. Dez. 2023        | 25. Feb. 2024                         | N.N.      | N.N.        |
| Iris Broman kündigt ihren Job als Polizistin in Stockholm und zieht an die schwedische Südküste, in den beschaulichen Ort Ystad. Sie wohnt zunächst in dem Ferienhaus ihrer Halbschwester Kattis und beginnt einen neuen Job bei der Kriminalpolizei in Malmö, als Leiterin der Abteilung für ungelöste Fälle. Ihr erster Fall ist eine 20 Jahre alte Leiche in einem Wald, die von einer Gruppe Schülern gefunden wird. Iris ermittelt gemeinsam mit ihrem neuen Kollegen Jens. |                 |               |                      |                                       |           |             |
| 2 | Verdacht        | Alibit        | 25. Dez. 2023        | 25. Feb. 2024                         | N.N.      | N.N.        |
| Iris Halbschwester Kattis kehrt früher als erwartet mit ihren beiden Kindern aus Paris zurück und möchte auch Zeit in ihrem Ferienhaus verbringen. Inzwischen meldet sich eine vermeintliche Zeugin, die Prostituierte Claire, die behauptet, den Mörder der gefundenen Leiche zu kennen. Iris macht nach wie vor der Tod ihres Lebensgefährten Christian schwer zu schaffen. |                 |               |                      |                                       |           |             |
| 3 | Falsche Spur    | Villospår     | 1. Jan. 2024         | 3. März 2024                          | N.N.      | N.N.        |
| Es steht bislang noch nicht fest, ob es sich bei der Leiche aus dem Wald um den verschwundenen Benjamin handelt. Plötzlich stellt sich der vermeintliche Täter selber der Polizei. |                 |               |                      |                                       |           |             |
| 4 | Verbockt        | Stockholm     | 7. Jan. 2024         | 3. März 2024                          | N.N.      | N.N.        |
| Ein früherer Kollege von Iris bittet sie, nach Stockholm zu kommen, um bei einer Gegenüberstellung den mutmaßlichen Mörder ihres getöteten Lebensgefährten Christian zu identifizieren. Iris verfolgt das anschließende Verhör und rastet aus. Anstatt zurückzureisen, macht sie sich eigenständig auf die Suche nach Christians Mörder. Unterdessen bereitet die Staatsanwaltschaft in Malmö die Anklage gegen den geständigen Rovan vor.                                       |                 |               |                      |                                       |           |             |
| 5 | Flucht          | Erkännandet   | 14. Jan. 2024        | -                                     | N.N.      | N.N.        |
| Iris kehrt aus Stockholm zurück und muss feststellen, dass der Fall Benjamin währenddessen bereits wieder zu den Akten gelegt wurde. Sie ordnet die Wiederaufnahme aus dem Archiv an. Die Ermittler stoßen in den Unterlagen auf die Lehrerin Hillevi, die bereits befragt wurde. Iris findet einen Beweis, der den Verdacht erhärtet, dass zwischen der Lehrerin und ihrem Schüler mehr gelaufen sein könnte, als bislang angenommen.                                           |                 |               |                      |                                       |           |             |
| 6 | Loslassen       | Försoningen   | 21. Jan. 2024        | -                                     | N.N.      | N.N.        |
| Hillevi fährt mit ihrem Freund in den Urlaub, aber der scheint nicht der zu sein, für den sie ihn hält. Iris und ihr Kollege Jens untersuchen weiter die Wohnung von Hillevi und finden dabei weitere verdächtige Hinweise. |                 |               |                      |                                       |           |             |

## Besetzung
Die Veröffentlichung der deutschen Synchronisation steht noch aus.
| Rolle       | Schauspieler      | Episoden | Rollenbeschreibung                                     | Synchronsprecher         |
| ----------- | ----------------- | -------- | ------------------------------------------------------ | ------------------------ |
| Iris Broman | Sofia Helin       | 1–6      | Polizistin aus Stockholm                               | Antje von der Ahe        |
| Kattis      | Hedda Stiernstedt | 1–6      | Halbschwester von Iris                                 | Alice Bauer              |
| Jens        | Håkan Bengtsson   | 1–6      | Kollege von Iris                                       | Oliver Siebeck           |
| Kerstin     | Kajsa Ernst       | 1–6      | Polizistin die früher den Fall Benjamin bearbeitet hat | Heide Domanowski         |
| Hillevi     | Hanna Ullerstam   | 1–6      | Lehrerin                                               | Jessica Walther-Gabory   |
| Liv         | Lea Jarl          | 1–6      | Tochter der Lehrerin                                   | Valentina Bonalana       |
| Christian   | Peter Gardiner    | 1–6      | Ermordeter Lebensgefährte von Iris                     |                          |
| Anja        | Naomi Bethke      | 1–6      |                                                        |                          |
| Nina        | Inez Andersson    | 1–6      |                                                        |                          |
| Benjamin    | Alve Wik          | 1–6      | Schüler                                                |                          |
| Frederik    | Joakim Sällquist  | 1, 3–6   | Benjamins Vater                                        | Thomas Schmuckert        |
| Åsa         | Lotten Roos       | 1, 3–6   | Benjamins Mutter                                       | Frauke Poolman           |
| Peter       | Johannes Lassen   | 2–6      | Neuer Freund der Lehrerin                              | Sebastian Christoph Jaco |

## Produktion und Ausstrahlung
Die Serie wurde im April 2022 unter dem internationalen Titel Fallen angekündigt und ist eine Gemeinschaftsproduktion von TV4 Drama, Filmlance und Film i Skåne mit dem ZDF. Sie stammt von der Autorin Camilla Ahlgren, die bereits für Serien wie Springflut, Mord im Mittsommer und Die Brücke – Transit in den Tod gearbeitet hat. Ahlgren schrieb die Drehbücher zusammen mit Alex Haridi und Martin Asphaug. Als Regisseure wurden Linnéa Roxeheim und Olof Spaak engagiert. Produziert wird die Serie von Anna Wallmark und Lisa Dahlberg für Banijays Filmlance, C More und TV4.
Gedreht wurde in Malmö, Ystad und in der südschwedischen Provinz am Beddingestrand.
Die Premiere der Krimiserie war am 25. Dezember 2023 bei dem schwedischen Streamingdienst TV4 Play. Am 7. Januar 2024 folgte die Erstausstrahlung im schwedischen Fernsehen bei dem Sender TV4.
In Deutschland wurden die Folgen am 10. Februar 2024 online in der ZDFmediathek veröffentlicht. Die Erstausstrahlung erfolgt seit dem 25. Februar 2024 um 22.15 Uhr in Doppelfolgen beim ZDF.

## Rezeption
Für den Tagesspiegel schreibt Jan Freitag über die Serie, dass sie souverän inszeniertes Nordic Noir sei und zudem sehr bedrückend. Regisseurin Linnéa Roxeheim zeichne das Nordic-Noir-Gemälde in trügerisch schönen Landschaften und zeige unterschiedlich psychisch zerkratzte Figuren.
Bettina Peulecke meint bei ndr.de, dass Iris Broman eine starke Frauenfigur sei mit der man durch eine spannende und dramatische Serie gehe.
Bei femundo.de heißt es, dass Schauspielerin Sofia Helin in dieser Serie mit Abstand nach ihrer bekannten Rolle der Saga Noren in Die Brücke – Transit in den Tod erneut die Rolle einer Polizistin verkörpert. Die neue Serie sei insgesamt weniger düster und zeige weniger Gewalt. Dafür lasse sie ihren Figuren mehr Raum für persönliche Entwicklungen. Das Drehbuch dazu wurde von Camilla Ahlgren zusammen mit ihrem Mann Martin Asphaug sowie Alex Haridi geschrieben.
Gian-Philip Andreas schreibt für Wunschliste, dass die Krimiserie für routinierte Krimi-Unterhaltung auf hohem Produktionsniveau sorge, aber nicht an die Brücke heranreiche. Es werde nach klassischem Krimimuster den Hinweisen nachgegangen und es sei der übliche Mix von Figuren vorhanden. Das Spiel mit falschen Verdächtigungen, seltsamen Geständnissen und mit den plötzlichen Eingebungen einer genialen Ermittlerin ist bekannt, sei aber wirkungsvoll. Der Krimi an sich stehe fast im Hintergrund und viel mehr sei die Figur Iris der zentrale Punkt. Als Fazit sei die Serie ein solider Krimi und Sofia Helin mache erneut positiv auf sich aufmerksam.
Jürgen Wittner meint für kulturnews.de, dass die Qualität der Serie bei der Autorin Camilla Ahlgren und Schauspielerin Sofia Helin liege. „Iris – Die Wahrheit“ sei unumschränkt weiter zu empfehlen.